# Herrsätters naturreservat
Herrsätters naturreservat är ett naturreservat i Åtvidabergs kommun i Östergötlands län.
Området är naturskyddat sedan 2019 och är 86 hektar stort. Reservatet ligger på Herrsäters gård och består av en ekmiljö med eklundar och öppna ekhagar omgärdat av åkrar.  